# Télécommande
 (juin 2021).
Si vous disposez d'ouvrages ou d'articles de référence ou si vous connaissez des sites web de qualité traitant du thème abordé ici, merci de compléter l'article en donnant les références utiles à sa vérifiabilité et en les liant à la section « Notes et références ».
La télécommande est un dispositif, généralement de taille réduite, servant à en piloter un autre à distance, par câble mécanique, fils électriques,  ondes radio, infrarouge. 
Les télécommandes servent à interagir avec des jouets, des appareils audiovisuels comme un téléviseur ou une chaîne hi-fi, un moteur de porte de garage ou de portail, un éclairage, l'ouverture des portières d'une voiture, des appareils de topographie, des engins de levage ou de travaux publics, etc.
Le nom familier pour la télécommande de télévision est zapette/zappette qui vient du verbe zaper/zapper. Au Québec, le terme standard est télécommande mais elle est appelée familièrement une manette ou une pitonneuse (du verbe pitonner équivalent à zapper en France). 

## Histoire
La télécommande par radio pour téléviseur est née grâce à la société Zenith Electronics qui, dans les années 1950, avait demandé à Léo Cirésa et à une vingtaine d'ingénieurs de développer un moyen de changer à distance les chaînes de télévision, sans avoir à se déplacer jusqu'au poste de télévision. Cette télécommande était reliée par un fil à la télévision.  
Ce sont Robert Adler aidé d'Eugene Polley qui ont inventé la première télécommande sans fil, à ultrasons, en 1956.
Les deux créateurs se sont vu décerner divers prix, comme celui de la Médaille Edison de l'IEEE en 1980 ou celui de l'Académie des sciences et des arts de la télévision en 1997.

## Fonctionnement

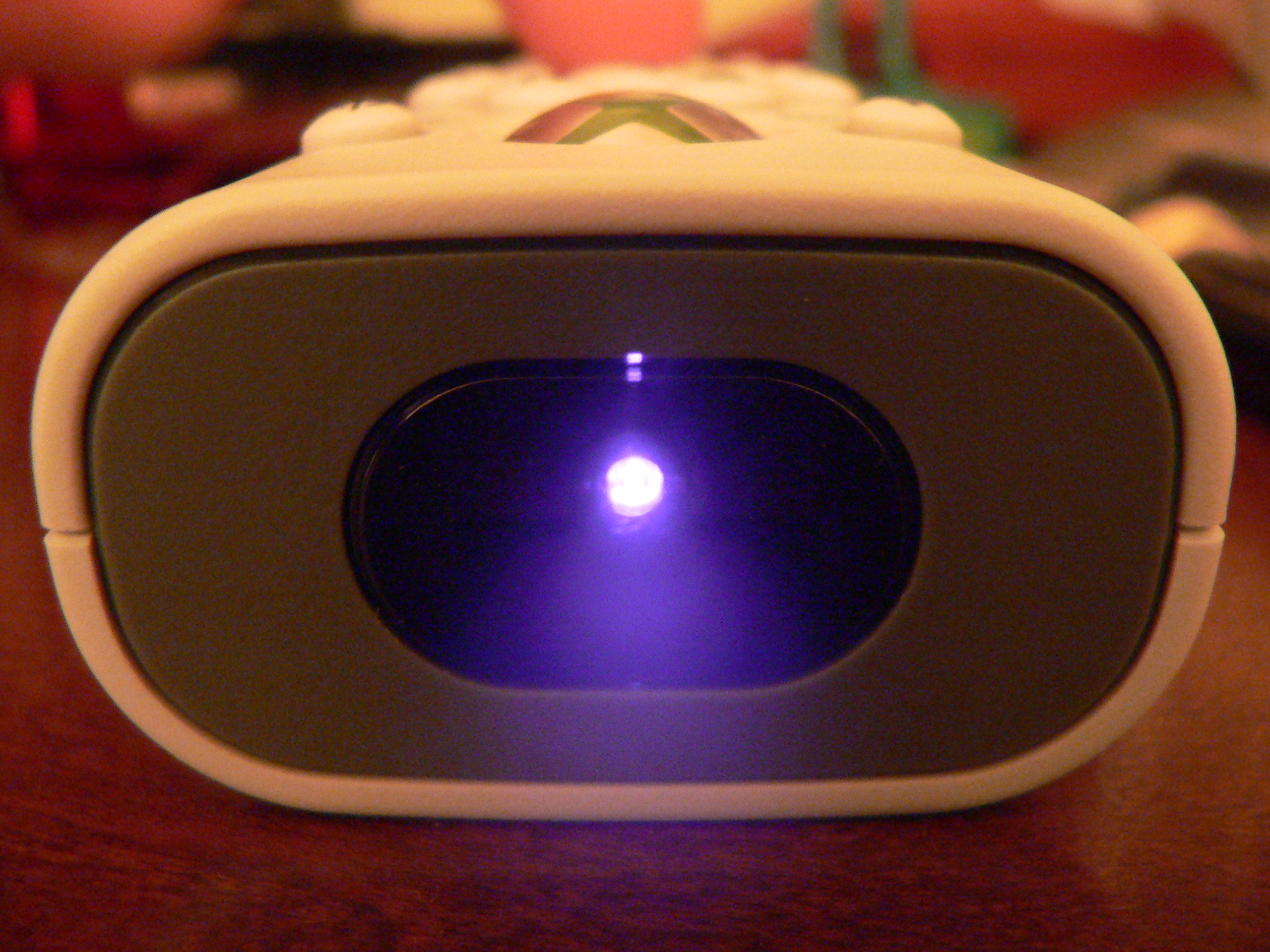
Lumière infrarouge vue par un appareil photo numérique.

### Télécommande à infrarouge
Le signal est émis par une diode, petit composant électronique qui, au passage d'un courant électrique (environ 20 mA), produit une lumière infrarouge (bande du spectre invisible à l’œil humain et située au-dessous du rouge, de longueur d'onde (800-1 000 nm), de longueur d'onde d'environ 940 nm (0,94 µm). Il est possible de capter cette lumière grâce à un appareil photo numérique, car ses capteurs y sont faiblement sensibles. Une modification de la plupart des boîtiers est possible afin d'accroître la sensibilité de l'appareil dans l'infrarouge proche. Cela peut permettre de facilement tester le fonctionnement d'une télécommande.
Ce système, très courant, peut servir à envoyer des commandes à toutes sortes d'appareils électriques ou électroniques : automatisme de porte de garage ou de voiture, téléviseurs ou décodeurs TNT et autres boitiers de télévision par internet, de même que la transmission vers des casques audio.
L'inconvénient de l'infrarouge est sa propagation : utilisé en intérieur, le rayon peut se réfléchir sur les murs, à l'extérieur, il faut viser le récepteur pour ne pas avoir d'erreur de transmission. Bien que modulé entre 30 et 40 kHz, le signal peut être perturbé par les néons, les lampes à économie d'énergie ou les rayons du Soleil, et ne fonctionne que sur quelques mètres. Aucun obstacle ne doit se trouver sur le trajet.

### Télécommande à ultrason
Dans les années 1980, la société allemande Telefunken commercialisait encore un modèle de télécommande à ultrasons. L'oreille humaine ne réagit pas à ces hautes fréquences. Cependant, certains animaux de compagnies comme les chiens et les chats, sont sensibles aux hautes fréquences. L'expérience a montré que s'ils étaient présents dans la pièce, ils tournaient la tête au changement de chaîne[réf. nécessaire]. La fréquence sonore est comprise entre 20 et 100 kHz.

### Télécommande hertzienne
L'onde porteuse appelée « onde hertzienne » ou onde radio, est un signal porteur électro-magnétique servant à véhiculer des informations électriques non visibles. La portée est bien supérieure à celle de l'infrarouge. Ces ondes franchissent aussi de petits obstacles : mur, porte légère, rideau… Enfin, elles ont une propagation dans l'espace qui permet de ne pas viser directement l'objet à piloter. Et le moindre objet fonctionnant par onde hertzienne réagit à la télécommande s'il est accordé.
De plus en plus d'appareils sont commandés via la norme Bluetooth, qui utilise des ondes radio UHF sur une bande de fréquence de 2,4 GHz. C'est le cas, par exemple, du Player Freebox Mini 4K du FAI français Free.

Les télécommandes peuvent prendre la forme classique d'un boitier en plastique doté de boutons, ou être implantées sous forme d'applications sur un PDA, une tablette, ou un smartphone, ces dernières fonctionnant le plus souvent grâce au réseau Wi-Fi domestique ou Bluetooth.

Icône standard utilisée pour indiquer qu'un appareil utilise l'infrarouge comme moyen d'envoyer et recevoir les signals.

## Télécommande universelle
Devant la prolifération des appareils pilotables par une télécommande propriétaire, les utilisateurs se sont retrouvés avec de nombreuses télécommandes à gérer, une par appareil. Ces télécommandes dites « universelles » dirigent des processeurs, elles peuvent comprendre plusieurs éléments :
- port infrarouge et/ou RF, X10 ;
- port mini usb ou port spécifique pour connexion PC/internet ;
- bouton, écran LCD rétro éclairé, écran tactile ;
- un firmware, un système d'exploitation ;
- un format de fichier ccf (pronto), gml (netremote) ;
- un protocole de communication dans les deux sens (netremote, pronto).

Les télécommandes universelles sont souvent hérissées de dizaines de boutons utiles seulement pour un appareil particulier, ou dans un contexte particulier. Il existe aussi des télécommandes universelles dont tout ou partie des boutons sont paramétrables, ou apparaissent sur un écran LCD tactile.

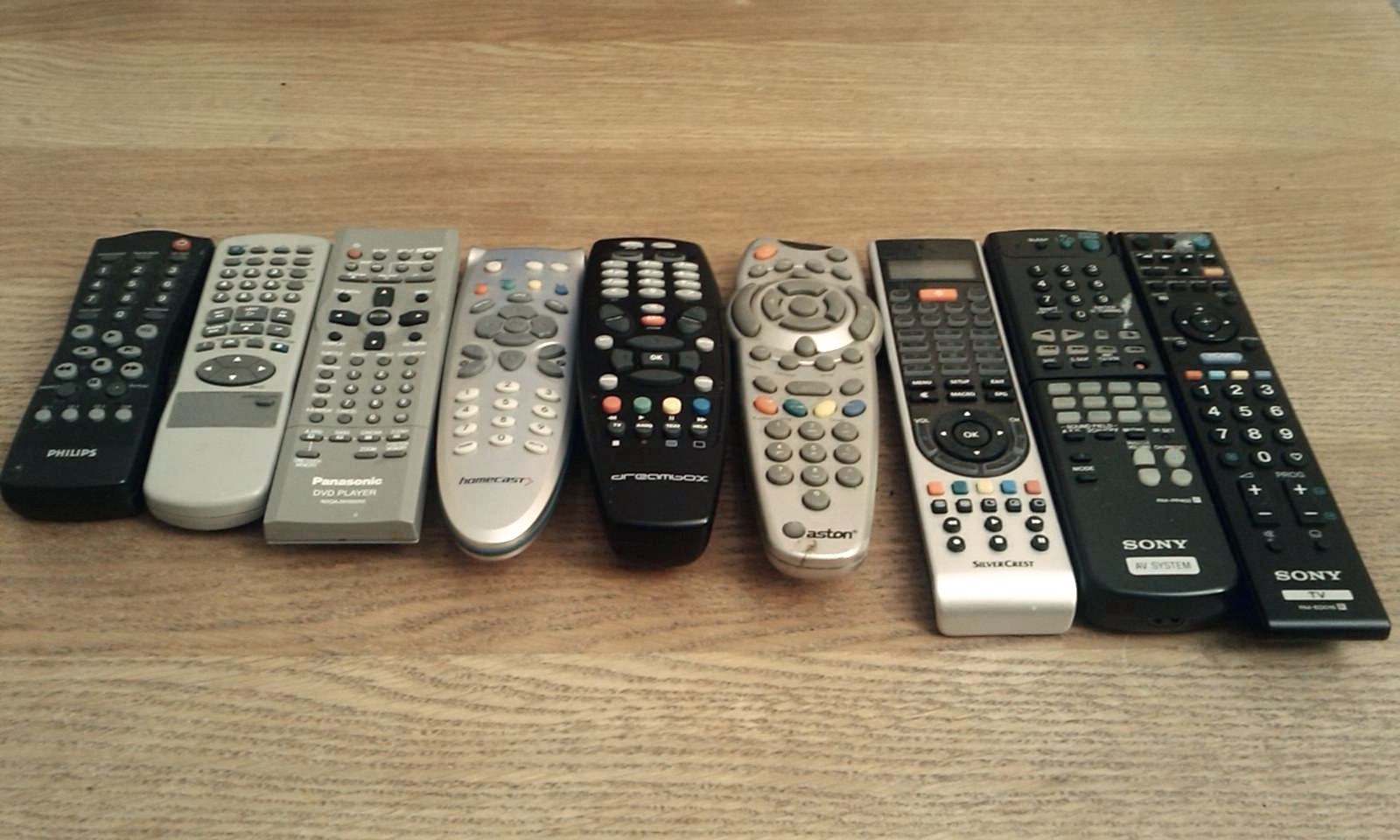
Télécommandes pour différents appareils domestiques : ici Hi-fi, téléviseur, magnétoscope, lecteur de DVD, démodulateur numérique et Dreambox.

Le domaine de la domotique nécessite souvent des systèmes de télécommande multitâches implantés sur des appareils électronique de type tablette tactile.

### Base de données
La plupart des télécommandes universelles possèdent une liste des appareils pilotables, classés par marques et par modèles. Il suffit alors de trouver chaque appareil pilotable dans la base de données. Si aucun ne correspond, il est presque toujours possible d'engager un mode de recherche consistant à parcourir tous les appareils de la base et d'envoyer l'ordre d'extinction. Si l'appareil à piloter ne s'éteint pas, la télécommande passe au suivant. S'il s'éteint, il faut vérifier les autres touches, et si cela correspond, l'appareil est trouvé. Ce mode de recherche peut fonctionner parce que beaucoup d'appareils de même type existent sous des marques et des modèles différents selon les pays.

### Apprentissage
Devant la multiplication des références d'appareils à piloter, les fabricants de télécommandes ont ajouté une option permettant à leur télécommande universelle d'apprendre les codes d'une autre télécommande. Certaines ne savent faire que cela, d'autres cumulent avec la base de données.
Pour éviter d'avoir à ajouter des fonctionnalités d'apprentissage, d'autres fabricants ont privilégié la possibilité de permettre à l'utilisateur d'obtenir la mise à jour de la base de données de sa télécommande par internet.

### Actions combinées
Les modèles évolués de télécommandes multifonctions permettent aussi de coordonner l'utilisation de plusieurs appareils au sein d'une activité. Par exemple, une simple action sur le bouton de marche allume tous les appareils nécessaires (téléviseur, barre de son, chaîne hi-fi, récepteur ADSL, etc.) et positionne chacun d'entre eux sur le canal qui le relie aux autres. Ensuite, chaque fonction, comme le réglage du volume est affectée à l'un de ces périphériques. 